# Rhabdoblatta yayeyamana
Rhabdoblatta yayeyamana är en kackerlacksart som beskrevs av Asahina 1967. Rhabdoblatta yayeyamana ingår i släktet Rhabdoblatta och familjen jättekackerlackor. Inga underarter finns listade i Catalogue of Life.